# Günther Schifter
Günther „Howdy“ Schifter (* 23. Dezember 1923 in Wien; † 11. August 2008 in Salzburg) war ein in Wien lebender österreichischer Journalist, Schauspieler und Radio- und Fernsehmoderator.

## Leben und Wirken
Schifter entstammt einem bürgerlichen Elternhaus. Bis zur Auflösung 1938 war er Schüler des Jesuitenkollegs Kalksburg, wo er bereits 1930 mit dem Jazz in Berührung kam. In seiner Zeit am Gymnasium erlernte er das Trompetenspiel und versuchte sich auch als Jazztrompeter. 1942 legte er die Matura an einem Wiener Gymnasium ab. Im selben Jahr erfolgte die Einberufung zur Wehrmacht, wo er aber schon nach vier Monaten wegen simulierter Kreislaufprobleme entlassen wurde. Anschließend verrichtete er bei der Firma Schrack einen Arbeitsdienst, wo er u. a. Radioapparate justierte. Dabei konnte er Feindsender (BBC und auch amerikanische hören). Im Dezember 1944 wurde er von der Gestapo mit 50 Anderen auf einer illegalen Tanzveranstaltung in einer Tanzschule in Hietzing verhaftet und als Gruppe fast geschlossen ins Arbeitserziehungslager (AEL) Oberlanzendorf verbracht. Im April 1945 gelang Schifter die Flucht nach Wien.
1945 begann Schifter ein Studium an der Hochschule für Welthandel in Wien und hielt im Kosmos-Kino, damals im amerikanisch besetzten Sektor, Vorträge über amerikanische (Jazz-)Musik. Daneben gab er Deutsch-Kurse, bei denen er Stuart Green, den Leiter des Senders Rot-Weiß-Rot, kennenlernte. Green engagierte ihn ab Jänner 1949 für Sendungen; bis 1953 war er auch als Nachrichtensprecher eingesetzt. 
Beim Österreichischen Rundfunk wurde Schifter durch Jazz- und Countrymusik-Sendungen (Western Saloon) sowie Sendungen über die Geschichte der Unterhaltungsmusik in Österreich zur Radiolegende. Im Jänner 1968 übernahm er von Günther Poidinger die Radiosendung Music Hall, die er mit wechselndem Namen (Günther Schifter Schellacks) zuerst auf Ö3 und ab 1984 auf Radio Niederösterreich in 1491 Ausgaben präsentierte. Mit seiner einprägsamen Stimme und seinem „Geschichtsunterricht“ – er lieferte zu jedem Entstehungsjahr der gespielten Titel eine launige Geschichte und erzählte vom Tagesgeschehen jener Zeit – war „Howdy“ beim Publikum sehr beliebt. Seinen Spitznamen „Howdy“ verdankte er den Begrüßungsworten zu seinen Sendungen: „Howdy, friends and neighbours“. 1999 wurde seine Sendung Schellacks auf Betreiben der damaligen Intendantin von Radio Niederösterreich eingestellt. Anschließend moderierte er die Sendung Schellack Souvenirs im Bayerischen Rundfunk bis zur Beendigung seiner Tätigkeit im Jahr 2003.
Im Fernsehen (FS2) gestaltete Schifter 1975/76 ebenfalls Folgen des Western Saloon, 1978/79 Schellacksendungen und ab 1981 die Sendereihe Jazz am Samstag. Gelegentlich war er hier auch als Schauspieler zu sehen: 1979 als Taxler in der Folge Drohbriefe der Kriminalserie Kottan ermittelt, 1980 gemeinsam mit Chris Lohner, Eddi Arent, Felix Dvorak und Ilona Gusenbauer in der The Crazy Horror Show.
Privat besaß Schifter mit mehr als 30.000 Aufnahmen eine der größten Schellack- und Schallplattensammlungen mit dem Schwerpunkt Jazz und Swing, deren Grundstein das Geschenk einer Schellackplatte seiner Eltern zu seinem fünften Geburtstag war.
Am 11. August 2008 starb Schifter nach schwerer Krankheit im Landeskrankenhaus in Salzburg und wurde am 28. August am Wiener Zentralfriedhof beigesetzt (Gruppe 79, Reihe 41, Nummer 9), 2013 erfolgte die Inobhutnahme durch die Stadt Wien als ehrenhalber gewidmetes Grab.
Schifter war ab 1975 Mitglied der Freimaurerloge Libertas und 1976 Gründungsmitglied der Loge Zur Bruderkette.
Mit 50 aktiven Dienstjahren (1949 bis 1999) im Rundfunkdienst war Schifter nicht nur ein Pionier des Radios, sondern auch der überhaupt längstdienende Jazzsendungs-Präsentator im österreichischen Rundfunk. Er war für die Sender Ö1, Ö2 und Ö3 tätig. Seine Sendungen kamen mit wenig Schnitten aus und konnten beinahe 1:1 übernommen werden. Die Behauptung, seine Lacher wären nachträglich hineingeschnitten worden, trifft nicht zu. Zum Ende seiner Karriere nahm er keine Platten, sondern Tonbandkassetten mit, da die Platten zu wertvoll für den Transport gewesen worden waren, wie Kurt Pascha, der 35 Jahre technischer Leiter von Schifters Schellacks war, berichtete.

## Ehrungen
Im Jahr 2011 wurde in Wien-Floridsdorf (21. Bezirk) die Schiftergasse nach ihm benannt.
Die Österreichische Mediathek, der Schifter seine Sammlung bereits zu Lebzeiten übergab, würdigt ihn und sein Schaffen in einer eigenen Onlineausstellung.

## Zitate

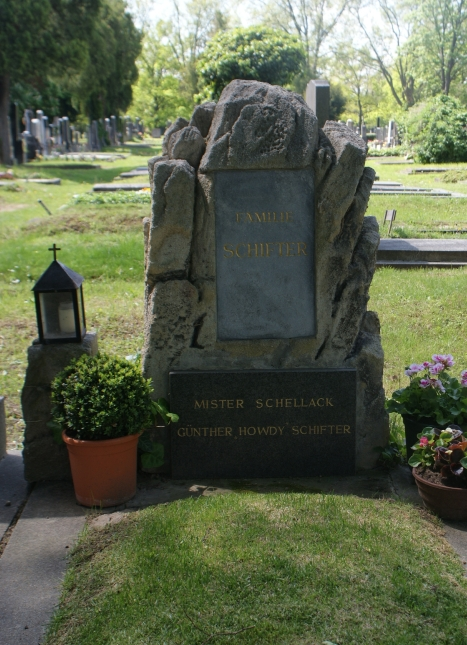
Grabstätte von Günter Schifter

(Zitiert nach Gerhard Pohls „Howdy, Mr. Schellack“ vom 4. März 2005)
- „Ich gab damals neben meinem Studium an der Hochschule für Welthandel an der Berlitz School Deutschstunden für Ausländer. Unter meinen Schülern war auch Stuart Green, der amerikanische Leiter des Senders Rot-Weiß-Rot. Eines Tages fragte er mich, ob ich nicht eine Sendung machen wollte. He, he, he. So kam ich zum Radio!“
- „Vor Pensionistenvereinen tret’ ich noch mit meinen Schellacks auf. Die haben dort allerdings kein Geld. Da mach ich’s halt gratis. He, he, he!“

## Audio-CD
- Howdy (Various Jazz und Anekdoten, Günther Schifter, 2001)